# Luciano Correia Machado
Luciano Correia Machado (Palmeira das Missões, 03/06/1913 —24/11/2010) foi um político brasileiro.
Foi eleito deputado estadual, pelo PSD, para a 37ª e 40ª Legislaturas da Assembleia Legislativa do Rio Grande do Sul.
Filho de Jacintho Roque Machado e Francisca  Corrêa Machado
Casou-se com "Lurdinha" e teve filhos adotivos (seus sobrinhos)